# 창조산업
창조 산업(創造産業,영어: creative industries)은 지식과 정보를 개발하는 것과 관련된 경제 활동 범위를 일컫는 용어이다. 이는 문화 산업(특히 유럽) 또는 창조 경제라고도 다양하게 불릴 수 있으며, 가장 최근에는 라틴 아메리카와 카리브해 지역에서 오렌지 경제로 명명되었다.
호킨스(Howkins)의 창조 경제는 광고, 건축, 예술, 공예, 디자인, 패션, 영화, 음악, 공연 예술, 출판, R&D, 소프트웨어, 장난감 및 게임, TV 및 라디오, 비디오 게임으로 구성된다. 일부 학자들은 공공 및 민간 서비스를 포함한 교육 산업이 창조 산업의 일부를 형성하고 있다고 생각한다. 따라서 해당 부문에 대한 다양한 정의가 남아 있다.
창조 산업은 경제적 복지에 점점 더 중요해지고 있으며, 지지자들은 "인간의 창의성은 궁극적인 경제적 자원"이며 21세기 산업은 창의성과 혁신을 통한 지식 생성에 점점 더 의존하게 될 것"이라고 주장한다.

## 같이 보기
- 창조경제